# 平野長蔵

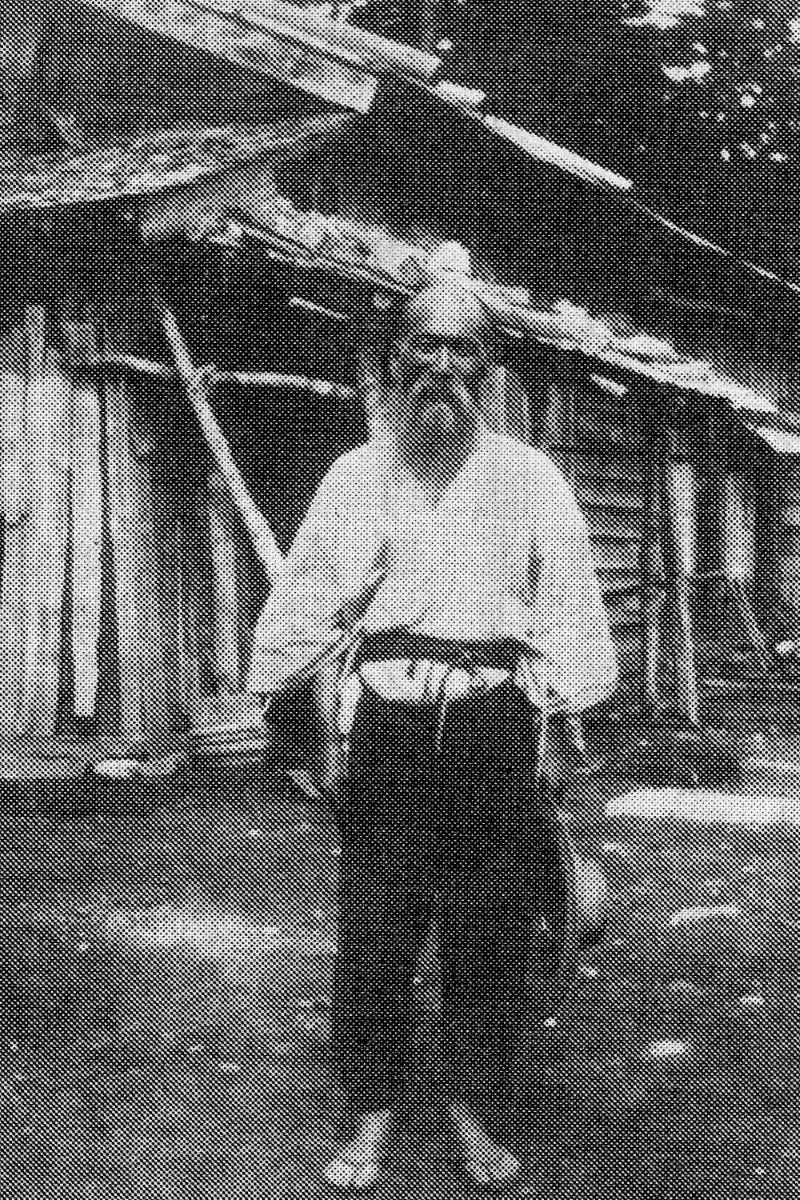
初代・長蔵小屋の前の平野長蔵（大正時代）。

平野 長蔵（ひらの ちょうぞう、明治3年8月10日〈1870年9月5日〉 - 1930年〈昭和5年〉8月20日）は、日本の自然保護活動家。尾瀬を拓いた先駆者であると同時に、その自然保護に取り組んだ。山小屋・長蔵小屋の初代主人。福島県南会津郡檜枝岐村出身。号に尾瀬沼山人。平野長英は息子。平野長靖は孫。

## 生涯
明治3年（1870年）8月10日、福島県南会津郡檜枝岐村に、平野伝八の三男として生まれる。父の死により、小学校に通えたのは3年までだった。
1889年（明治22年）8月、19歳の時燧ヶ岳に登頂、登山道を開く。翌1890年（明治23年）に燧嶽教会を開設して祭祀を始めた。同年沼尻（ぬしり）に近い押出（おんだ）し沢に長蔵小屋の前身となる行者小屋を建設。1894年（明治27年）「燧嶽神社附属愛国講社」を結成。
1902年（明治35年）舘岩村（現・南会津町）のトメと結婚。今市（栃木県）で行商をして生計を立てる。1910年（明治43年）尾瀬沼尻に小屋を建てる。
尾瀬での養魚事業を企図し、和井内貞行に照会してヒメマス養殖を試みる。1914年（大正3年）9月、「尾瀬沼区画漁業権」を獲得するも、養魚事業は失敗に終わった。
1915年（大正4年）、尾瀬沼東岸の現在地に長蔵小屋を建設し引っ越した。
1922年（大正11年）、関東水電が尾瀬の水利権を獲得、尾瀬ヶ原をダムにし、尾瀬沼・尾瀬ヶ原間と至仏山にトンネルを掘り発電所を作る計画を発表。長蔵は単身上京して、同年7月26日付で当時の水野錬太郎内務大臣に宛て、請願を提出した。
1930年（昭和5年）8月20日、長蔵小屋で倒れ死去。尾瀬・ヤナギランの丘に埋葬される。

## エピソード
- 牧野富太郎が尾瀬で植物採集した際にあまりに植物を採るので、研究するだけでなく保護を考えろと叱ったというエピソードがある[16]。